# Порта Салария
Порта Салария (на латински: Porta Salaria) e порта в Рим на Стената на Аврелиан (270–275), построена между 271 и 275 г. от император Аврелиан стени.
През нея минава древният римски път Виа Салария за Адриатическо море. Градините на Салустий се намирали в града директно пред портата.
През Порта Салария готите с Аларих нахлуват в града през 410 г. и го разграбват. Близо до вратата през 537 г. готът Витигис обсажда войската на Велизарий.
На 20 септември 1870 г. вратата е бомбардирана и трябвало да бъде съборена. През 1873 г. е построена отново от архитект Виргинио Веспиняни. През 1921 г. е разрушена напълно, за да освободят место за движението на транспорта, днес там се намира Piazza Fiume.
През 1871 г. вратата е изследвана археологически. Под източната кула са намерени стари гробове.